# Нижне-Тульский завод
Нижне-Тульский завод - построен Андреем Денисовичем Виниусом на реке Тулица, чуть ниже по течению от Верхе-Тульского завода, на наёмной земле помещика Тимофея Ржевского, на пустоши Торохова. Дьяк С. Севергин отмечал в отказной книге (1690): "...да на патриарше приписного Венева монастыря на пустоши, что бывала старое Тульское Городище, а выше той Тимофеевой (Ржевского) и монастырской земли наёмная же земля Кирилла Ивановича сына Игнатьева да Киприяна Ивановича сына Сухотина, а оброку....платят им помещиком и в монастырь по 40 рублей на год".
Тулицу пересекала плотина, были построены 2 молотовых амбара, в которых стояли 3 горна, 6 молотов весом по 20 пудов и 37 наковален. Дрова на завод возили из Алексинского уезда, руду брали в Дедиловском уезде.
Изготавливали на заводе: пищали, чугунные доски, прутковое железо, весы с гирями, ядра, гранаты, котлы, ступы и другое. На заводе стояли дворы иноземных мастеров и русских мастеровых людей.